# Teòprop
Teòprop (grec antic: Θεόπροπος, llatí: Theopropus) va ser un escultor grec nadiu d'Egina, conegut per una notícia de Pausànies que el fa autor d'un brau de bronze que els habitants de Còrcira van dedicar al temple de Delfos.